# Poukázka

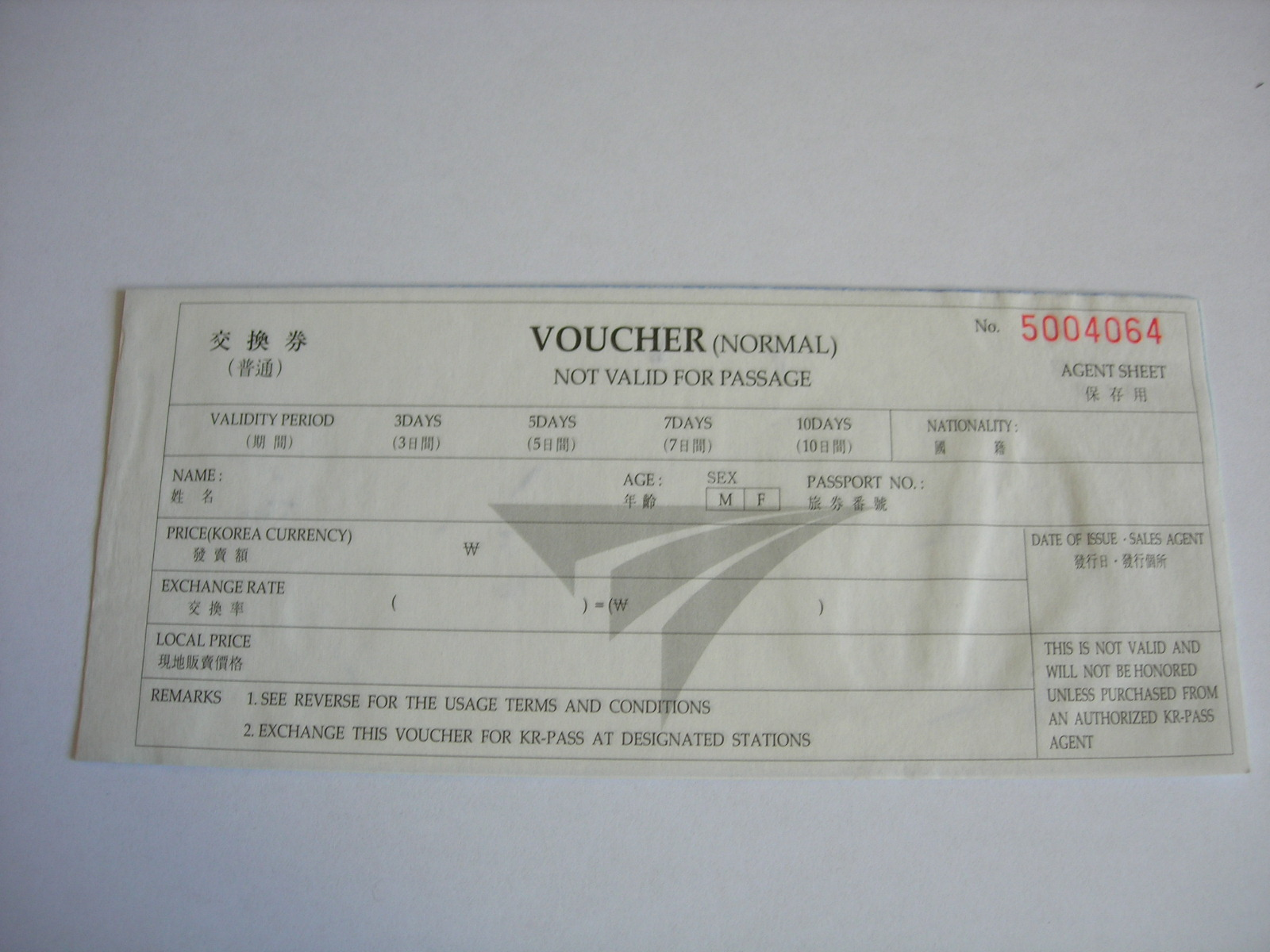
KR Pass voucher

Poukázka či poukaz je certifikát, který má určitou peněžní hodnotu (cenina) a který lze využít při hrazení služeb, resp. ke koupi určitého zboží. Nejčastěji se používají ke stravování, ale mohou být použity prakticky na cokoli.

## Voucher
Vouchery (vyslov. [vaučry]) jsou poukazy na různé služby či slevy z těchto služeb získané u jiných obchodníků zabývajících se distribucí a prodejem těchto poukazů. V souvislosti s rozvojem internetu se distribucí a prodejem těchto poukázek zabývají různé marketingové společnosti, na jejichž webových stránkách lze tyto poukazy získat.

## Poukázky v Česku
Mezi poukázky, které jsou užívané v Česku, se nejčastěji řadí stravenky. Dalšími typy jsou dárkové poukazy, které dostává obdarovaný a pořizuje si za ně předměty a zboží dle vlastního výběru. V poštovním styku při zasílání peněz do rukou příjemce jsou využívány poštovní poukázky. Ve finančním sektoru existují pokladniční poukázky, které slouží ke krátkodobému pokrytí přechodného nedostatku peněz. Počátkem 90. let byly v tehdejším Československu v rámci kupónové privatizace aktuální kupónové knížky. Dalším známým typem poukázek jsou poukázky na jídlo, které byly zejména za první republiky známé jako žebračenky.
V první polovině 60. let se v Československu nová osobní auta prodávala pouze na poukaz.

## Slevové kupóny
Forma slevového kupónu patří mezi jednu z forem marketingových nástrojů uplatňovaných zejména v rámci maloobchodní strategie. Je založena na principu, kdy nejčastěji obchod publikuje kupón jako výhodu pro další nákup. Mezi časté způsoby patří procentuální nebo pevná sleva na konkrétní zboží nebo kompletní sortiment obchodu. Přímo tak spotřebitele vybízí k dalšímu nákupu, ve kterém mu nabídne benefit. Distribuce může probíhat různými způsoby – u kamenných obchodů mohou být šířeny v akčním letáku, při členství v bonusovém programu nebo po provedeném nákupu, kdy může obchodník přímo cílit na zájmy spotřebitele, aby personifikoval danou slevovou nabídku a zvýšil tak míru konverze. U internetových obchodů jsou kupóny často šířeny prostřednictvím tzv. kupónových portálů, slevových nabídek, v rámci newsletteru zákazníkům nebo po provedeném nákupu. Slevový kupón má zpravidla časově omezenou platnost a mnohdy je omezen i dalšími aspekty, aby mohl být uplatněn (například počet kusů, minimální hodnota objednávky, konkrétní sortiment).

## Galerie

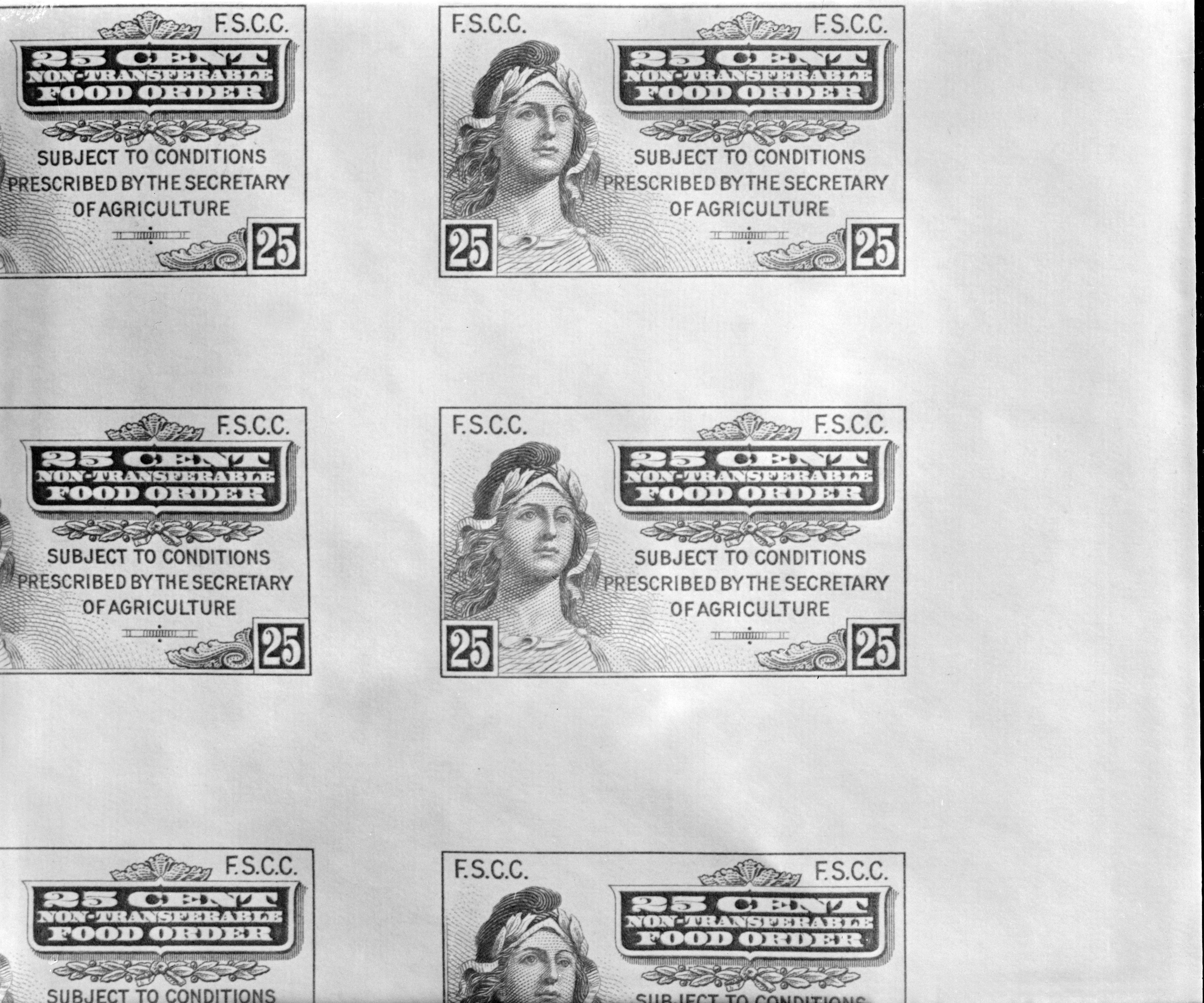
Poukázky na jídlo pro chudé z předválečných USA
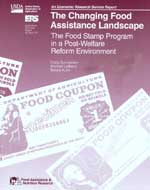
Potravinové známky pro sociálně slabé ze současných USA
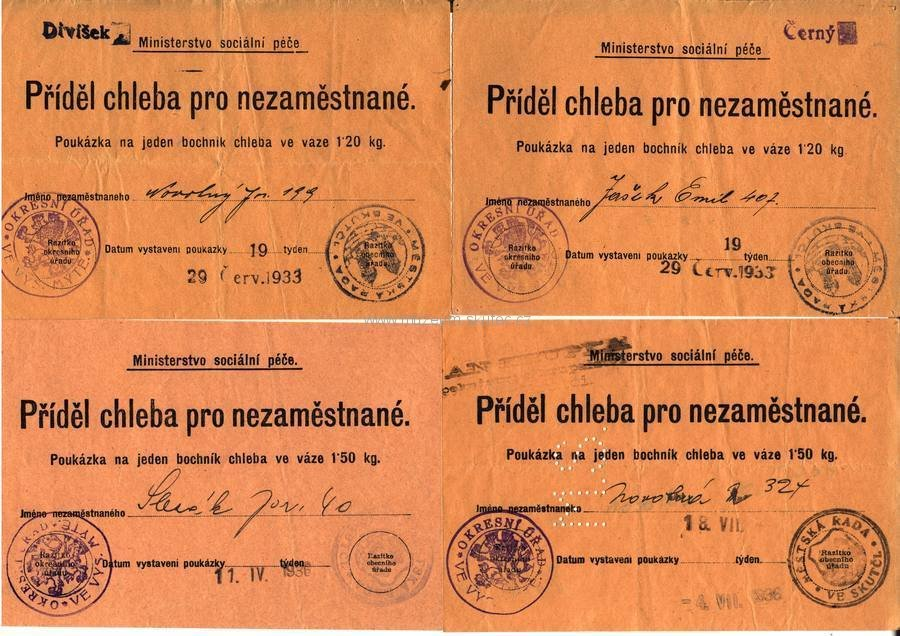
Žebračenky z 1. československé republiky
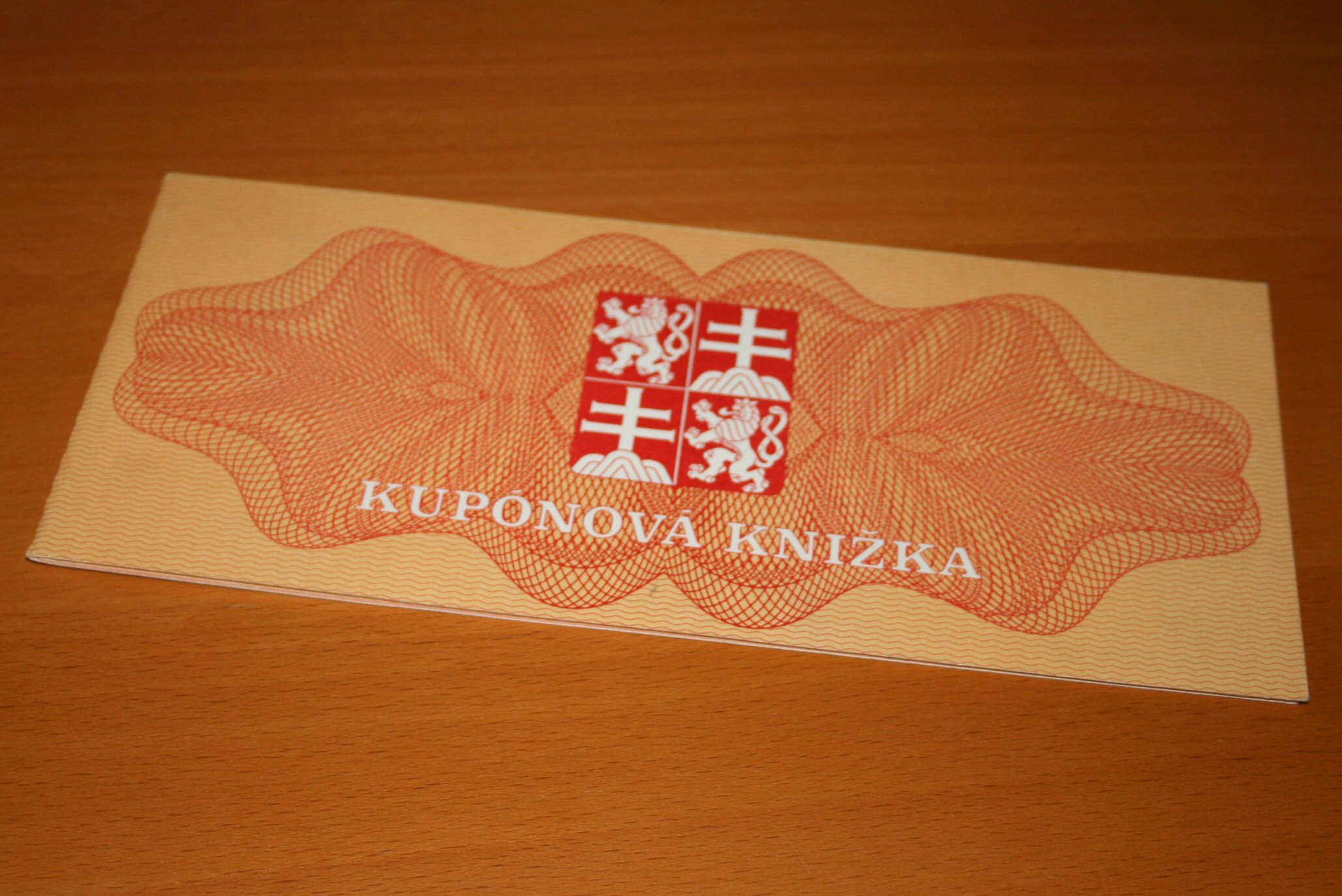
Československá kupónová knížka